# 28536 Hunaiwen
28536 Hunaiwen è un asteroide della fascia principale. Scoperto nel 2000, presenta un'orbita caratterizzata da un semiasse maggiore pari a 2,5701731 UA e da un'eccentricità di 0,1462793, inclinata di 4,12088° rispetto all'eclittica.